# Yitzhak Baer

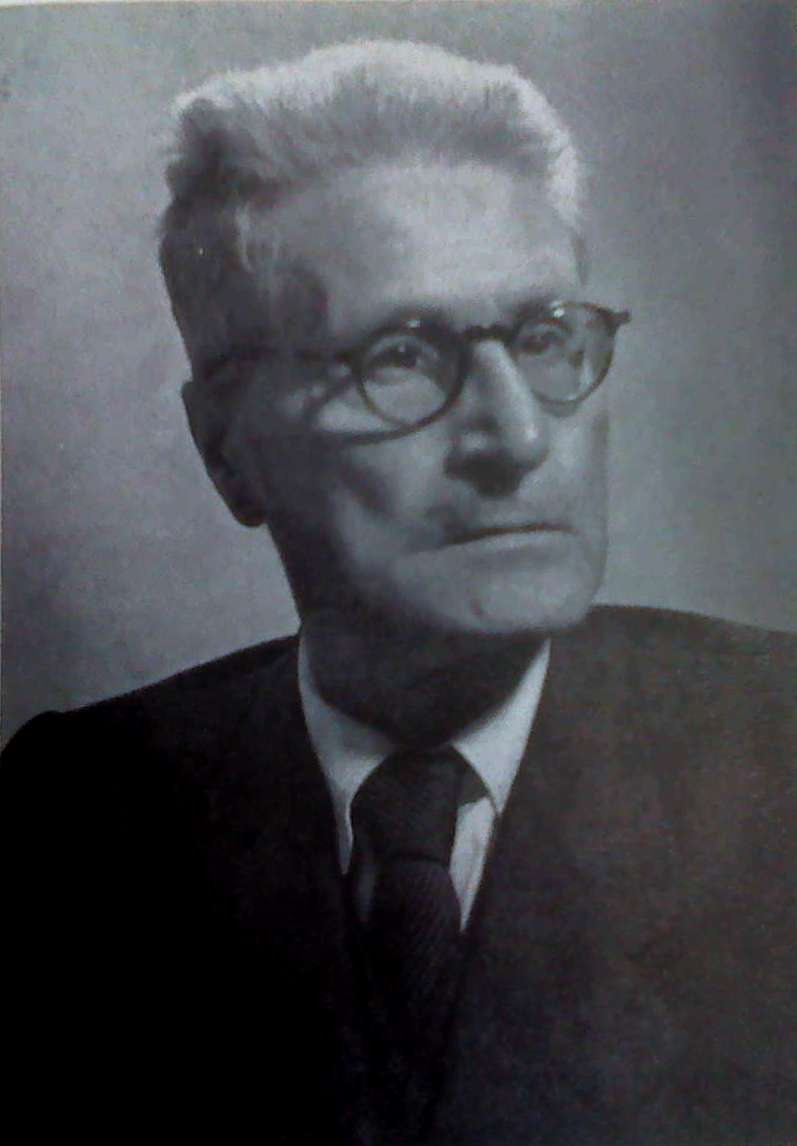
Yitzhak Baer

Yitzhak Baer (hebräisch יצחק בער ; * 20. Dezember 1888 in Halberstadt als Fritz Baer; † 22. Januar 1980 in Jerusalem) war ein jüdischer Historiker und Autor.

## Leben
Fritz Baer wurde 1888 in einer wohlhabenden jüdischen Familie geboren. Nach seiner Schulzeit in Halberstadt studierte er zwischen 1908 und 1914 Philosophie, Geschichte und Klassische Philologie an den Universitäten Berlin, Straßburg und Halle. 1913 wurde er an der Universität Freiburg (bei Heinrich Finke) mit einer Arbeit über die Geschichte der Juden in Aragonien promoviert. Ab 1919 war er an der Lehranstalt für die Wissenschaft des Judentums in Berlin tätig. In deren Auftrag hielt er sich 1925/26 in Spanien auf, wo er Archivmaterial zu Geschichte des spanischen Judentums sammelte. Ab 1928 unterrichtete Baer an der Hebräischen Universität Jerusalem. 1930 wurde er zum ordentlichen Professor für jüdische und allgemeine Geschichte des Mittelalters ernannt. Seine Quellensammlung zum spanischen Judentum war Grundlage für seine zweibändige Geschichte der Juden im christlichen Spanien, die als Standardwerk gilt.
Baer gewann 1945 den Bialik-Preis, 1958 den Israel-Preis und 1964 den Rothschild-Preis. Seit 1959 war er Mitglied der Israelischen Akademie der Wissenschaften.

## Werke (Auswahl)
- Studien zur Geschichte der Juden im Königreich Aragonien: während des 13. und 14. Jahrhunderts. Berlin: E. Ebering, 1913
- Das Protokollbuch der Landjudenschaft des Herzogtums Kleve: erster Teil: die Geschichte der Landjudenschaft des Herzogtums Kleve. Berlin: C.A. Schwetschke, 1922
- Untersuchungen über Quellen und Komposition des Schebet Jehuda. Berlin: C.A. Schwetschke, 1923
- Galut. Berlin: Schocken, 1936
- Die Juden im christlichen Spanien. Erster Teil: Urkunden und Regesten. 2 Bände, Berlin 1929 und 1936 (Nachdruck London 1970).
- History of the Jews in Christian Spain. 2 Bände (heb. 1945–1959, eng. 1961–1966), Philadelphia 1992. ISBN 0-8276-0431-9